# P.A.Works

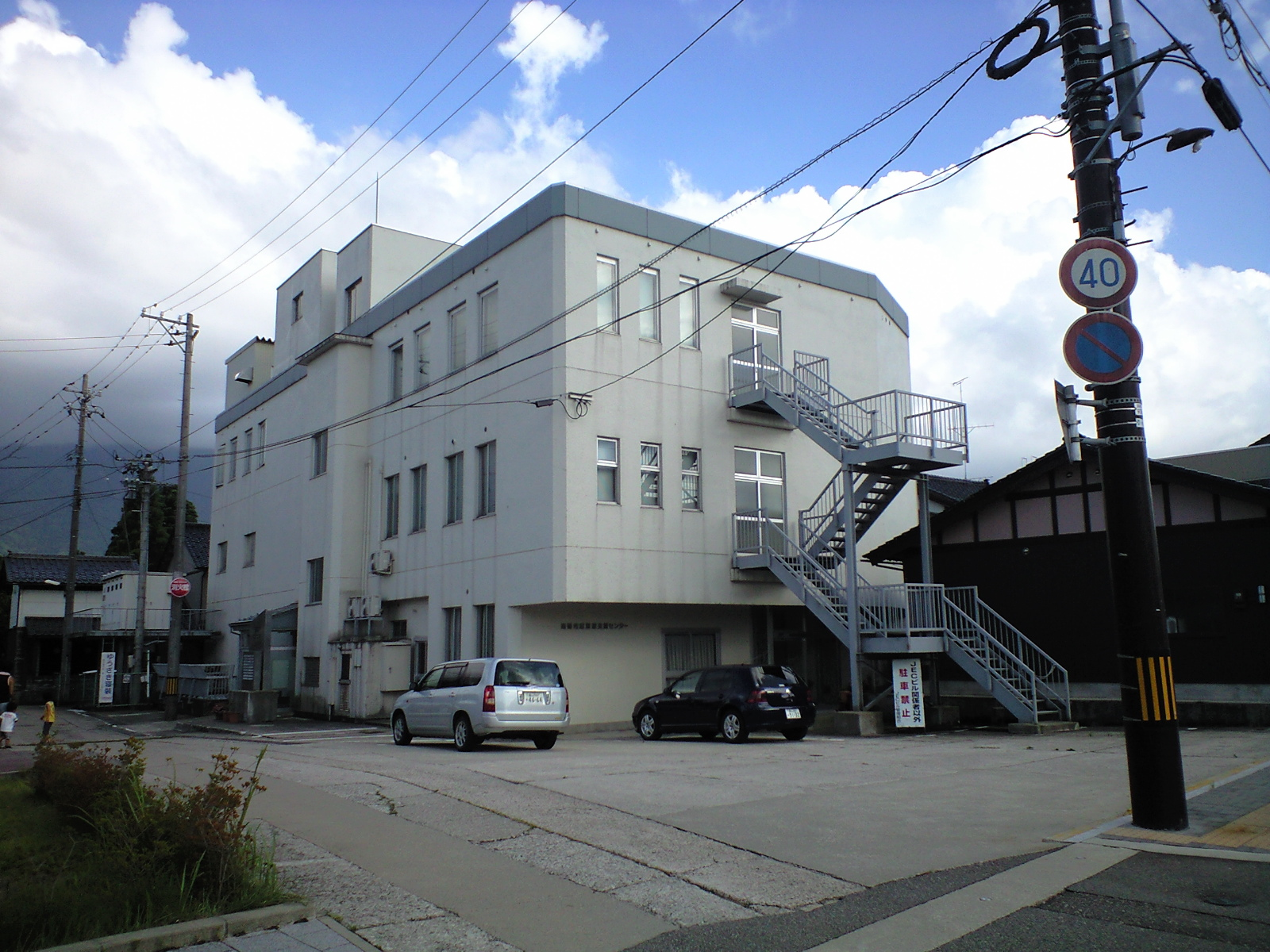
原總部所在的JEC大樓

株式會社P.A.Works（日語：株式会社ピーエーワークス，「P.A.」為「Progressive Animation」的縮寫）是一家成立于2000年11月10日的日本動畫工作室，总部位于富山縣南砺市。

## 概要
2000年11月10日，BEE TRAIN的公司代表兼製作人堀川憲司於富山縣東礪波郡城端町成立越中動畫本鋪株式會社。2002年1月1日，公司正式更名為P.A.Works，並緊接把工作室搬至現址。成立的緣由在於堀川需要按家族的約定回歸當地，並有見本土未有任何成熟的動畫工作室，於是決定創業。設立初期曾一度因資金有限而要借用已荒廢的醫院作改建，及借用有線電視的網絡去處理各項行政工作。創立以來，公司長期作為BEE TRAIN、Production I.G和BONES作畫協力的合作夥伴之一。
隨著公司業務發展，公司除了有力於首都東京成立分社，亦致力改善員工在健康和宿舍方面的福利。目前富山本社主要負責作畫和3D-CG製作，而東京事務所P-10則負責演出和發行製作的事宜。2008年，公司首次投入獨立製作《真實之淚 true tears》，並藉此定下其早期推展原創動畫，及致力維持成品高品質的路線。同時間，公司亦有投資在《雷頓教授系列》的Q版畫風製作。
P.A.Works早期除了個別作品是以小說和遊戲改編外，基本都以原創動畫為主打，直到2022年以電視動畫《派對咖孔明》開始進軍漫畫改編的領域。

## 作品列表

### 獨立製作

#### 電視動畫、OVA
| 年份   | 中文名稱                         | 日文名稱                    | 播出時間                 | 導演            | 原作類別 | 備註                                         |
| ------ | -------------------------------- | --------------------------- | ------------------------ | --------------- | -------- | -------------------------------------------- |
| 2008年 | 真實之淚 true tears              |                             | 1月－3月                 | 西村純二        | 原創     | La'cryma同名遊戲名義                         |
| 2009年 | CANAAN                           | CANAAN                      | 7月－9月                 | 安藤真裕        | 遊戲     | -                                            |
| 2010年 | Angel Beats!                     | Angel Beats!                | 4月－6月                 | 岸誠二          | 原創     | 與Key和Aniplex共同企劃                       |
| 2011年 | 小舞的魔法與家庭之日             |                             | 2月                      | 吉原正行        | 原創     | 富山縣當地企劃的短篇動畫                     |
| 2011年 | 花開物語                         |                             | 4月－9月                 | 安藤真裕        | 原創     | P.A.Works創立10週年紀念作品                  |
| 2012年 | Another                          | Another                     | 1月－3月                 | 水島努          | 小說     | -                                            |
| 2012年 | TARI TARI                        | TARI TARI                   | 7月－9月                 | 橋本昌和        | 原創     | EVERGREEN名義                                |
| 2013年 | RDG 瀕危物種少女                 |                             | 4月－6月                 | 篠原俊哉        | 小說     | 角川文庫創刊65周年紀念作品                   |
| 2013年 | 有頂天家族                       |                             | 7月－9月                 | 吉原正行        | 小說     | -                                            |
| 2013年 | 来自风平浪静的明天               |                             | 10月－2014年3月          | 篠原俊哉        | 原創     | 與月刊Comic電擊大王共同企劃                  |
| 2014年 | GLASSLIP                         |                             | 7月－9月                 | 西村純二        | 原創     | 風道名義                                     |
| 2014年 | 白箱                             | SHIROBAKO                   | 10月－2015年3月          | 水島努          | 原創     | 武藏野動畫名義                               |
| 2015年 | EXODUS！逃出東京                 | えくそだすっ！ 出トーキヨー | 2月                      | 水島努          | 原創     | 武藏野動畫名義 白箱BD/DVD第三卷以OVA形式附送 |
| 2015年 | 第三飛行少女隊 天使墜落          |                             | 7月                      | 水島努          | 原創     | 武藏野動畫名義 白箱BD/DVD第七卷以OVA形式附送 |
| 2015年 | Charlotte                        | Charlotte                   | 7月－9月                 | 淺井義之        | 原創     | 與Key和Aniplex共同企劃                       |
| 2016年 | 春&夏事件簿 ～春太與千夏的青春～ |                             | 1月－3月                 | 橋本昌和        | 小說     | -                                            |
| 2016年 | 黑骸                             |                             | 4月－9月                 | 岡村天齋        | 原創     | P.A.Works創立15週年紀念作品                  |
| 2017年 | 樱花任务                         |                             | 4月－9月                 | 增井壯一        | 原創     | -                                            |
| 2017年 | 有頂天家族2                      |                             | 4月－6月                 | 吉原正行        | 小說     | -                                            |
| 2018年 | 賽馬娘 Pretty Derby              |                             | 4月－6月                 | 及川啟          | 遊戲     | 第2季製作公司變更為Studio KAI                |
| 2018年 | 天狼 Sirius the Jaeger           |                             | 7月－9月                 | 安藤真裕        | 原創     | -                                            |
| 2018年 | 來自繽紛世界的明日               |                             | 10月－12月               | 篠原俊哉        | 原創     | -                                            |
| 2019年 | Fairy Gone                       | Fairy Gone                  | 4月－6月 10月－12月      | 鈴木健一        | 原創     | -                                            |
| 2020年 | A3!                              | A3!                         | 1月、4月－7月 10月－12月 | 篠原啓輔        | 遊戲     | 与3Hz共同制作                                |
| 2020年 | 天晴爛漫！                       |                             | 4月、7月－9月            | 橋本昌和        | 原創     | -                                            |
| 2020年 | 成神之日                         |                             | 10月－12月               | 淺井義之        | 原創     | 與Key和Aniplex共同企劃                       |
| 2021年 |                                  |                             | 7月－12月                | 篠原俊哉        | 原創     | -                                            |
| 2022年 |                                  |                             | 4月－6月                 | 本間修          | 漫畫     | 首部漫畫改編作品                             |
| 2022年 | 秋葉原冥途戰爭                   |                             | 10月－12月               | 增井壯一        | 原創     | 獸亂土經營戰略室名義 與Cygames共同企劃       |
| 2023年 | Buddy Daddies 殺手奶爸           | Buddy Daddies               | 1月－3月                 | 淺井義之        | 原創     | 與Aniplex共同企劃                            |
| 2023年 | 躍動青春                         |                             | 4月－6月                 | 出合小都美      | 漫畫     |                                              |
| 2024年 | 深夜Punch                        |                             | 7月－9月                 | 本間修          | 原創     | 與KADOKAWA共同企劃                           |
| 2024年 | 亦葉亦花                         |                             | 7月－9月                 | 柿本廣大        | 原創     | 與DMM.com共同企劃                            |
| 2024年 | 天穗之咲稻姬                     |                             | 7月－9月                 | 吉原正行        | 遊戲     |                                              |
| 2025年 | 歲月流逝飯菜依舊美味             |                             | 4月－6月                 | 川面真也 春水融 | 原創     | 與Aniplex共同企劃                            |
| 2025年 | 帝乃三姊妹意外地容易相處。       |                             | 7月－                    | 松林唯人        | 漫畫     |                                              |
| 2025年 | 永久的黄昏                       |                             | 10月－                   | 津田尚克        | 原創     |                                              |
| 待公布 | 躍動青春（第2季）                |                             | 待公布                   | 出合小都美      | 漫畫     |                                              |

#### 電影動畫
| 中文名稱                                       | 日文名稱 | 上映年份       | 導演     | 原作類別 | 備註                                   |
| ---------------------------------------------- | -------- | -------------- | -------- | -------- | -------------------------------------- |
| 雷頓教授與永遠的歌姬                           |          | 2009年12月19日 | 橋本昌和 | 遊戲     | 與OLM共同製作                          |
| 萬能蔬菜卜卜俠                                 |          | 2011年3月5日   | 吉原正行 | 原創     | -                                      |
| 劇場版 花開物語 HOME SWEET HOME                |          | 2013年3月9日   | 安藤真裕 | 原創     | -                                      |
| 道別的早晨就用約定之花點綴吧                   |          | 2018年2月24日  | 岡田麿里 | 原創     | -                                      |
| 劇場版「SHIROBAKO」                            |          | 2020年2月29日  | 水島努   | 原創     | -                                      |
| 歡迎來到駒田蒸餾所                             |          | 2023年11月10日 | 吉原正行 | 原創     | -                                      |
| 劇場版 世界計畫 崩壞的世界與無法歌唱的初音未來 |          | 2025年1月17日  | 畑博之   | 遊戲     | -                                      |
| 與愛麗絲夢遊仙境 -Dive in Wonderland-          |          | 2025年8月29日  | 篠原俊哉 | 改編     |                                        |
| 少女與戰車 更加相親相愛作戰！                  |          | 2026年         | 下田正美 | 漫畫     | 《少女與戰車》衍生作品 與Actas共同製作 |

### 參與製作

#### 電視動畫
SHIN-EI動畫
- 蠟筆小新（クレヨンしんちゃん）（各話協力製作、上色，1992年）－主要擔任2007年集數。
- 我們這一家（あたしンち）（各話協力製作，2002年）

Production I.G
- 攻殼機動隊 STAND ALONE COMPLEX（各話協力製作，2002年－2003年）
- 攻殼機動隊 S.A.C. 2nd GIG（各話協力製作，2004年）
- 御伽草子（お伽草子）（各話協力製作，2005年）
- IGPX（各話協力製作，2005年）
- 攻殼機動隊 Stand Alone Complex - Solid State Society（分段章節協力製作，2006年）
- 精靈守護者（精霊の守り人）（各話製作協力，2006年）
- RD 潛腦調查室（各話協力製作，2008年）

BONES
- 廢棄公主（スクラップド・プリンセス）（各話協力製作，2003年）
- 鋼之鍊金術師（鋼の錬金術師）（各話協力製作，2003年－2004年）
- 交響詩篇（交響詩篇エウレカセブン）（各話協力製作，2005年－2006年）
- DARKER THAN BLACK -黑之契約者-（DARKER THAN BLACK -黒の契約者-）（各話協力製作，2007年）

BEE TRAIN
- TSUBASA翼（ツバサ・クロニクル）（各話協力製作，2005年）
- 黑騎士 ～奧拉克爾的勇者們～（スパイダーライダーズ 〜オラクルの勇者たち〜）（各話協力製作，2006年）

#### OVA
- 爆粗Band友（總承包商：STUDIO 4℃，各話協力製作，2008年）

#### 網路動畫
- 格鬥天王：另一天（The King of Fighters: Another Day）（總承包商：Production I.G，各話協力製作，2005年）
- 世界計劃 繽紛舞台！ feat.初音未來「Journey to Bloom」（2023年）

#### 電影動畫
- 蠟筆小新：風起雲湧！不理不理3分鐘大進攻（クレヨンしんちゃん 伝説を呼ぶブリブリ 3分ポッキリ大進撃）（總承包商：SHIN-EI動畫，動畫協力製作，2005年）
- 蠟筆小新：Amigo！森巴入侵計畫（クレヨンしんちゃん 伝説を呼ぶ 踊れ!アミーゴ!）（總承包商：SHIN-EI動畫，動畫協力製作，2006年）
- 劇場版 鋼之鍊金術師 香巴拉的征服者（劇場版 鋼の錬金術師 シャンバラを征く者）（總承包商：BONES，分段章節協力製作，2005年）
- 蠟筆小新劇場版：呼風喚雨！唱歌的光屁股炸彈蠟筆（クレヨンしんちゃん 嵐を呼ぶ 歌うケツだけ爆弾!）（總承包商：SHIN-EI動畫，動畫協力製作，2007年）
- 劇場版 魔法少女小圓［前篇］起始的物語（總承包商：SHAFT，協力，2012年）
- 劇場版 魔法少女小圓［後篇］永遠的物語（總承包商：SHAFT，協力，2012年）
- Kick-Heart（總承包商：Production I.G，協力，2013年）
- 喬凡尼的島（日语：ジョバンニの島）（總承包商：Production I.G，協力，2014年）

#### 遊戲
- 雷頓教授與不可思議的小鎮（レイトン教授と不思議な町）（動畫章節製作，2006年－2007年）
- 雷頓教授與惡魔之箱（レイトン教授と悪魔の箱）（動畫章節製作，2007年）
- 雷頓教授與最後的時間旅行（レイトン教授と最後の時間旅行）（動畫章節製作，2008年）
- 寒蟬黎明攜帶版（ひぐらしデイブレイクPortable）（OP動畫製作，2008年）
- 雷頓教授與魔神之笛（レイトン教授と魔神の笛）（動畫章節製作，2009年）
- 雷頓教授與奇蹟假面（レイトン教授と奇跡の仮面）（動畫章節製作，2011年）
- 雷頓教授與超文明A的遺產（レイトン教授と超文明Aの遺産）（動畫章節製作，2013年）
- 英雄聯盟（League of Legends） （第9賽季宣傳動畫製作，2019年）[3]

### 其他
- 富山觀光動畫專案[4]
- 富山觀光動畫專案[5]
- 富山觀光動畫專案[6]
- 萬能野菜（日语：万能野菜 ニンニンマン）（2011年）文化廳委託事業 2010年度青年動畫片繪製者等人材培養事業（青年動畫制作者育成計畫）
- 北陸銀行廣告（2011年）－五箇山和金澤城、福井縣立恐龍博物館的真人兒童照片切換成插圖。
- 我的越中萬葉體驗記（2012年）－高志之國文學館（日语：高志の国文学館）內上映動畫。
- 戀旅～True Tours Nanto～（2013年）－南礪市限定[7]。
- Planet:Valkyrie［］（2013年）－茅原實里的主題歌曲附加動畫。

## 相關人物

### 動畫製作者、演出家
- 伊藤依織子（作画）
- 川面恒介（作画）
- 許宰銑（作画）
- 小島明日香（作画）
- 鈴木美咲（作画）
- 關口可奈味（作画）
- 石井百合子（作画）
- 堀内博之（作画）
- 吉田優子（作画）
- 安藤真裕（演出）
- 安齊剛文（演出）
- 太田知章（演出）
- 岡村天齋（演出）
- 水島努（演出）
- 許琮（演出）
- 篠原俊哉（演出）
- 西村純二（演出）
- 橋本昌和（演出）

### 背景美術
- 東地和生（美術監督）

### 編劇
- 岡田麿里
- 橫手美智子
- 早榭瀧吉

### 製片人
- 堀川憲司

## 相關項目
- 日本動畫工作室列表
- Production I.G
- BEE TRAIN
- LEVEL-5
- KADOKAWA
- ASCII Media Works
- Lantis
- Key

## 外部連結
- P.A. Works官方網站（日語）
- P.A.WORKS官方的X（前Twitter）（日語）
- PAWORKS中文的新浪微博